# Leichtathletik-Weltmeisterschaften 2011/Teilnehmer (Usbekistan)
| Goldmedaillen | Silbermedaillen | Bronzemedaillen |
| ------------- | --------------- | --------------- |
| —             | —               | —               |

Der usbekische Leichtathletik-Verband stellte bei den Leichtathletik-Weltmeisterschaften 2011 im südkoreanischen Daegu sechs Teilnehmerinnen und einen Teilnehmer.

## Ergebnisse

### Männer

#### Sprung/Wurf
| Athlet           | Disziplin | Qualifikation | Qualifikation | Finale             | Finale             |
| Athlet           | Disziplin | Weite         | Platz         | Weite              | Platz              |
| ---------------- | --------- | ------------- | ------------- | ------------------ | ------------------ |
| Rinat Tarzumanov | Speerwurf | 70,32 m       | 36            | nicht qualifiziert | nicht qualifiziert |

### Frauen

#### Laufdisziplinen
| Athletin         | Disziplin | Vorlauf | Vorlauf | Halbfinale         | Halbfinale         | Finale             | Finale             |
| Athletin         | Disziplin | Zeit    | Platz   | Zeit               | Platz              | Zeit               | Platz              |
| ---------------- | --------- | ------- | ------- | ------------------ | ------------------ | ------------------ | ------------------ |
| Goʻzal Xubbiyeva | 100 m     | 11,45 s | 31      | nicht qualifiziert | nicht qualifiziert | nicht qualifiziert | nicht qualifiziert |

#### Sprung/Wurf
| Athletin              | Disziplin  | Qualifikation | Qualifikation | Finale             | Finale             |
| Athletin              | Disziplin  | Weite/Höhe    | Platz         | Weite/Höhe         | Platz              |
| --------------------- | ---------- | ------------- | ------------- | ------------------ | ------------------ |
| Svetlana Radzivil     | Hochsprung | 1,95 m SB     | 9             | 1,93 m             | 8                  |
| Yuliya Tarasova       | Weitsprung | 6,26 m        | 25            | nicht qualifiziert | nicht qualifiziert |
| Aleksandra Kotlyarova | Dreisprung | 13,78 m       | 24            | nicht qualifiziert | nicht qualifiziert |
| Valeriya Kanatova     | Dreisprung | 13,86 m       | 22            | nicht qualifiziert | nicht qualifiziert |
| Anastasiya Juravlyeva | Dreisprung | 14,00 m       | 18            | nicht qualifiziert | nicht qualifiziert |